# Museo nazionale di Ravenna
Il Museo nazionale di Ravenna è un museo istituito a Ravenna, che conserva materiale archeologico, reperti lapidei di varie epoche e oggetti d'arte (bronzetti, avori, icone, armi, ceramiche).
Dal dicembre 2014 il Ministero per i beni e le attività culturali lo gestisce tramite il Polo museale dell'Emilia-Romagna, nel dicembre 2019 divenuto Direzione regionale Musei.

## Storia
Il nucleo più antico delle raccolte museali va ricondotto al collezionismo erudito dei monaci camaldolesi di Classe, in particolare per opera di Pietro Canneti. Con la soppressione degli ordini religiosi, i numerosi oggetti di interesse artistico, antiquario e naturalistico del monastero di Classe passarono in proprietà del Comune, che nel 1804 fondò il Museo Classense Municipale.
Fra gli anni 1884 e 1885 i materiali museali, nel frattempo arricchitisi con i ritrovamenti effettuati nel territorio circostante la città, vennero riorganizzati dallo scultore Enrico Pazzi e sistemati nel monastero e nella chiesa di San Romualdo. Divenuto statale nel 1887, nel 1913 il museo fu trasferito negli ambienti e nei chiostri dell'antico monastero benedettino di San Vitale.

## Le collezioni
- Lapidario. I reperti lapidei formano un'ampia raccolta di sculture di epoca romana, paleocristiana, bizantina, romanica, gotica, rinascimentale e barocca. Fra i pezzi più significativi si segnalano: il sarcofago paleocristiano della traditio legis, una ricca serie di capitelli di età bizantina, il bassorilievo con la cosiddetta "apoteosi di Augusto" (frammento di un altare monumentale risalente alla metà del I secolo) e la stele funeraria di Publio Longidieno, sulla quale il defunto, carpentiere della flotta, appare intento al lavoro con un'ascia.
- Bronzetti e placchette. La collezione comprende bronzetti di epoca medievale, rinascimentale e moderna. La sezione è aperta da un significativo acquamanile a forma di quadrupede risalente al XIII secolo e proveniente dall'area germanica settentrionale. Seguono alcuni bronzetti di produzione padovana, veneziana e fiorentina, nonché di scuola tedesca e islamica: da segnalare un Marco Aurelio a cavallo attribuibile a Severo Calzetta da Ravenna e un Vecchio satiro con vaso di Andrea Briosco. Le placchette offrono infine un panorama di oggetti destinati agli usi più svariati: ornamenti di abiti, decorazioni per armi, oggetti di devozione. Degna di nota è la serie di placchette ispirata alle Fatiche di Ercole, del Moderno.
- Materiale archeologico. Oltre ad alcuni oggetti risalenti all'età del bronzo (in particolare ceramiche e armi), il museo raccoglie materiali ceramici dell'epoca etrusca, nonché una serie di oggetti (vetri, lucerne, ceramiche) del periodo tardo-romano e bizantino. Fra le sculture presenti, una testa di Tyche turrita e un sarcofago da bambino, decorato con bassorilievi, proveniente da Roma.
- Avori. La collezione di oggetti in avorio e osso comprende numerose opere databili dall'epoca paleocristiana a quella barocca. Il pezzo più significativo è il cosiddetto Dittico di Murano, realizzato in Egitto all'inizio del VI secolo: si tratta della parte anteriore della copertura di un evangeliario, finemente intagliata a bassorilievo. Nella parte centrale appare il Cristo in trono fra quattro apostoli; subito sotto è raffigurato l'episodio dei tre giovani ebrei gettati nella fornace (Daniele 3,1-90[3]). Ai lati, quattro miracoli di Gesù: la guarigione del cieco, la liberazione dell'indemoniato, la resurrezione di Lazzaro e la guarigione dello storpio. In basso, alcuni episodi della vicenda di Giona.
- Icone. La collezione è formata da quasi duecento dipinti su tavola, appartenenti soprattutto alla maniera cosiddetta "cretese-veneziana". Con questa espressione ci si riferisce alla pittura fiorita sulle coste adriatiche e sulle isole ioniche fra il XV e il XVII secolo, caratterizzata dall'incontro delle tradizioni orientali con alcuni aspetti dell'arte italiana, in particolare veneta. Le tavole presenti nel museo sono suddivise per iconografia e rappresentano principalmente la Vergine col Bambino (Glycophilousa, Odighitria, Galaktotrophousa). La raccolta comprende inoltre anche alcuni dipinti di soggetto religioso di varie scuole locali italiane del Tre e Quattrocento, fra cui un frammento di Crocifisso e santi di Paolo Veneziano.
- Armi e armature. La raccolta di armi e armature venne data in deposito al Museo nazionale nel 1924 da parte della locale Accademia delle Belle Arti. Essa comprende armi bianche, armi da fuoco, armature e armi da difesa, databili per la maggior parte dal XV al XVII secolo. Da segnalare in particolare: una rara brigantina con ribattini dorati, un elmetto da incastro attribuibile all'armaiolo Desiderius Helmschmied e una mensa ottomana in cuoio.
- Ceramiche. La collezione è organizzata in tre sezioni. La prima sezione comprende esemplari in maiolica e ceramica istoriata spagnoli, derutesi, faentini, forlivesi e urbinati, quasi tutti cinquecenteschi, nonché alcuni pezzi di Castelli risalenti alla metà del Seicento. Uno degli oggetti più riccamente decorati è un grande boccale faentino che presenta una scena sacra sul fronte (l'adorazione dei pastori) e una scena mitologica sul retro (Ercole che combatte il leone Nemeo). La seconda sezione raccoglie le ceramiche da farmacia, con pezzi a partire dal XV secolo. La terza sezione, infine, è costituita da ceramiche ravennati, i cui esemplari più antichi risalgono al XIV secolo.
- Monete. La collezione comprende monete romane (repubblicane e imperiali), tardo-romane e bizantine (fra le quali un solido di Teodosio e vari pezzi del periodo giustinianeo) e medievali.